# Бял кладенец (област Сливен)
 За другото българско село вижте Бял кладенец (Област Хасково).  
Бял клàденец е село в югоизточната част на България, община Нова Загора, област Сливен.

## География
Село Бял кладенец се намира на около 43 km юг-югозападно от областния център град Сливен, около 25 km юг-югоизточно от общинския център град Нова Загора и около 19 km източно от град Раднево. Разположено е в Старозагорското поле на Горнотракийската низина, на около километър северно от северозападния ръкав на язовир Овчарица. Селото е с равнинен релеф; надморската височина в центъра му е около 158 m.
Общински път от Бял кладенец на северозапад прави връзка в село Млекарево с второкласния републикански път II-55, който води: на север – през град Нова Загора до връзки с първокласния Подбалкански път и нататък отвъд Стара планина в близост с град Дебелец с първокласния републикански път I-5; на юг – през селата Новоселец и Полски Градец до връзка при град Свиленград с автомагистрала „Марица“.
Землището на село Бял кладенец граничи със землищата на: село Еленово на север; село Прохорово на североизток; село Скалица на изток; село Овчи кладенец на югоизток; село Ковачево на югозапад; село Радецки на запад; село Новоселец на северозапад.
В землището на Бял кладенец има три язовира – „До село“, „водоем Скендера (Скендера – 230)“ и „Скендер дере“. В землището на селото попада и част от язовир Овчарица.
На 6 – 7 km юг-югозападно от Бял кладенец, край западния бряг на язовир Овчарица, е разположена ТЕЦ „Марица изток 2“.

## История
След Руско-турската война (1877 – 1878 г.) по Берлинския договор 1878 г. селото – тогава с име Ак бунар – остава в Източна Румелия; присъединено е към България след Съединението 1885 г.. Село Ак бунар е преименувано на Бял кладенец през 1906 г.
Като най-ранно известно местоположение на селото се сочи обширната местност Мусабегли (Муса Бегли) – западно и южно от селския гробищен парк, намираща се на около 2 km южно от сегашното (края на 20 и началото на 21 век) негово местоположение. Селото напуска това място в края на 17 век поради епидемия от чума и се премества на около половин километър на север в местността Юрта. Поради кърджалийските нападения през 1792 – 1816 г. селото се премества повторно – на сегашното си място.
В турско време на километър южно от днешното село имало 10 къщи, които съставлявали турската махала, която административно се числяла към Елховско, а Ак бунар, което наброявало до 120 български къщи към Новозагорско. Селото е било винаги българско. Второто си име получава от кладенеца, който се намира северно от днешното село. Неговата коруба е направена от бял каменен блок. Селската черква е строена 1834 г., а училището е отворено около Кримската война. През 1869 г. Левски идва в Сливен, където създава комитет. Желю Бояджиев бил назначен за агитатор в Новозагорска околия. Той и други агитатори идвали в Ак Бунар, вследствие на което бил създаден комитет. В местния комитет влизали Колю Ников, Димитър Желев Калчев, Дечо Димов и Господин Стоянов Мартинов. Събранията ставали в къщата на Колю Ников. За нуждите на комитета били събирани помощи и храна. Минчо Колев Ников, син на последния е Опълченец на Шипка в Освободителната война – и е записан в руските регистри.
По време на Освободителната война турците изгорили селото. След войната всички селяни, които били от други села, но заселени в Ак бунар преди тази война, не се завърнали отново и селото се заправило само с 60 къщи.

## Население
Населението на село Бял кладенец, наброявало 1205 души при преброяването към 1934 г. и 1359 към 1946 г., намалява до 553 към 1992 г. и 122 (по служебен документ на НСИ от 2021-12-31) към 2021 г.
При преброяването на населението към 1 февруари 2011 г., от обща численост 207 лица, за 203 лица е посочена принадлежност към „българска“ етническа група. В същото време там има значителна група тракийски калайджии, които започват да се заселват в селото през 60-те години на XX век.
Населението изповядва източноправославно християнство.

## Обществени институции
Село Бял кладенец към 2023 г. е център на кметство Бял кладенец.
В село Бял кладенец към 2023 г. има:
- действащо читалище „Светлина – 1929“;[10][11]
- православна църква „Свети Димитър“;[12]
- пощенска станция.[13]

## Личности
- Добри Добрев (1926 – 2004), български партизанин, офицер, генерал-лейтенант